# شهرستان سومرول (تگزاس)
شهرستان سومرول (به انگلیسی: Somervell County) یکی از شهرستان‌های ایالت تگزاس در ایالات متحده آمریکا است. این شهرستان در سرشماری سال ۲۰۱۰، جمعیتی بالغ بر ۸٬۴۹۰ نفر داشته و مرکز آن شهر گلن رز است. شهرستان سومرول ۴۹۷٫۲۸ کیلومتر مربع مساحت دارد.